# カズラ (衣服)

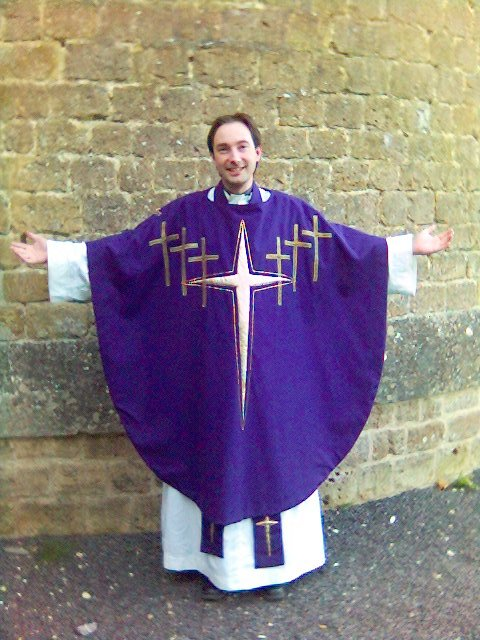
アルブとストールの上にチャジブルを着用した聖公会の司祭。

カズラ（ラテン語: casula）またはチャジブル/チャズブル（英語: chasuble）は、カトリック教会や聖公会、一部のルーテル教会の司祭、司教（主教/監督）、牧師が着用する祭服の一種。漢語では幄衣（あくい）とも呼ばれる。

## 概要
ミサ・礼拝の時に、アルバ（アルブ）やストラ（ストール）の上に着用する。外見はポンチョに似た貫頭衣である。
比較的盛式な礼拝の際に用いられる祭服であり、平常時の礼拝の時にはアルバとストラのみを着用することがある。カズラを着用するときは、その下のストラはX字状に交差して着用する慣わしがある。
教会暦の時節に従って決められた典礼色（祭色）のものを用いる。

## 参考書籍
- 八木谷涼子『なんでもわかるキリスト教大事典』朝日新聞出版、2012年。ISBN 978-4-02-261721-7。